# Крайст-Черч-Никола-Таун
Крайст-Черч-Нихола-Таун (англ. Christ Church Nichola Town Parish) — один из 14 округов (единица административно-территориального деления) государства Сент-Китс и Невис. Расположен на острове Сент-Китс. Административный центр — город Никола-Таун, крупнейший город Мэнжн. Площадь 18,6 км², население 2 059 человек (2001).